# Mimela iris
Mimela iris är en skalbaggsart som beskrevs av Lin 1990. Mimela iris ingår i släktet Mimela och familjen Rutelidae. Inga underarter finns listade i Catalogue of Life.